# أنيق الفك

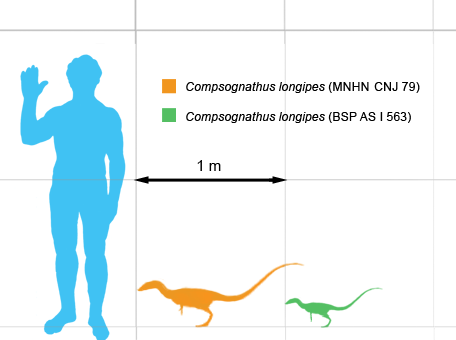
مقارنة حجم العينات الفرنسية (برتقالي) والألمانية (الأخضر) ، مع الإنسان

أنيق الفك (بالإنجليزية: Compsognathus)‏ هو جنس صغير من ديناصورات ثيروبودا ذوات الأقدام الثنائية الحركة وآكلة اللحوم، والتي تنمو حتى يصل حجمها إلى حجم الديك الرومي. عاشت قبل حوالي 150 مليون سنة مضت، في مرحلة التيتوني من العصر الجيولوجي الجوراسي المتأخر، في المنطقة التي تعرف الآن بأوروبا.